# جام خیریه انگلستان ۱۹۵۴
 جام خیریه انگلستان ۱۹۵۴ ، ۳۲امین رقابت سالانه مابین قهرمانان لیگ دسته اول فوتبال انگلستان و جام حذفی فوتبال انگلستان است. 
این مسابقه در تاریخ ۲۹ سپتامبر ۱۹۵۴ مابین تیم‌های ولورهمپتون واندررز و وست برومویچ در ورزشگاه مولینکس ولورهمپتون برگزار شده‌است. 
این مسابقه با نتیجه چهار بر چهار مساوی به پایان رسید.

## جزئیات مسابقه
| ولورهمپتون واندررز                       | ۴ – ۴ | وست برومویچ                 |
| ---------------------------------------- | ----- | --------------------------- |
| سوینبورن ۶۲' ۱۲' · دلی ۴۶' · هانکوکس ۷۳' |       | آلن ۷۹' ۵۷' ۵۶' · رایان ۷۷' |